# Chimarra adella
Chimarra adella là một loài Trichoptera trong họ Philopotamidae. Chúng phân bố ở miền Tân bắc.